# Ayuntamiento de Lisboa
El Ayuntamiento de Lisboa (en portugués: Paços do Concelho de Lisboa, traducido como «Palacio de la Municipalidad de Lisboa») es la sede del gobierno municipal de Lisboa. El edificio está ubicado en la Plaza de la Ciudad (Praça do Município), Santa Maria Maior, Lisboa. De estilo neoclásico, su monumental fachada presenta un gran frontón sobre un balcón central con esculturas de Calmels y cuatro óculos. En el interior, tiene una escalera central notable, del arquitecto José Luís Monteiro, y pinturas de varios artistas, como Pereira Cão, Columbano Bordalo Pinheiro, José Malhoa y José Rodrigues.
El ayuntamiento original fue construido siguiendo los planos de Eugénio dos Santos, durante la reconstrucción del barrio de Baixa que siguió al terremoto de 1755. El 19 de noviembre de 1863, un incendio arrasó por completo el edificio. En el mismo lugar se construyó un nuevo Ayuntamiento, con planos del arquitecto Domingos Parente da Silva, entre 1865 y 1880.
Desde las décadas de 1930 y 1940, el edificio ha visto sucesivas adiciones arquitectónicas, hasta el punto de que incluso se agregó un nuevo piso sobre la azotea. Un nuevo incendio, el 7 de noviembre de 1996, dañó los pisos superiores y los techos pintados ornamentados del primer piso. El arquitecto Silva Dias realizó un plan de intervención para recuperar el edificio y acercarlo a los planes iniciales de Domingos Parente da Silva.

## Galería de imágenes

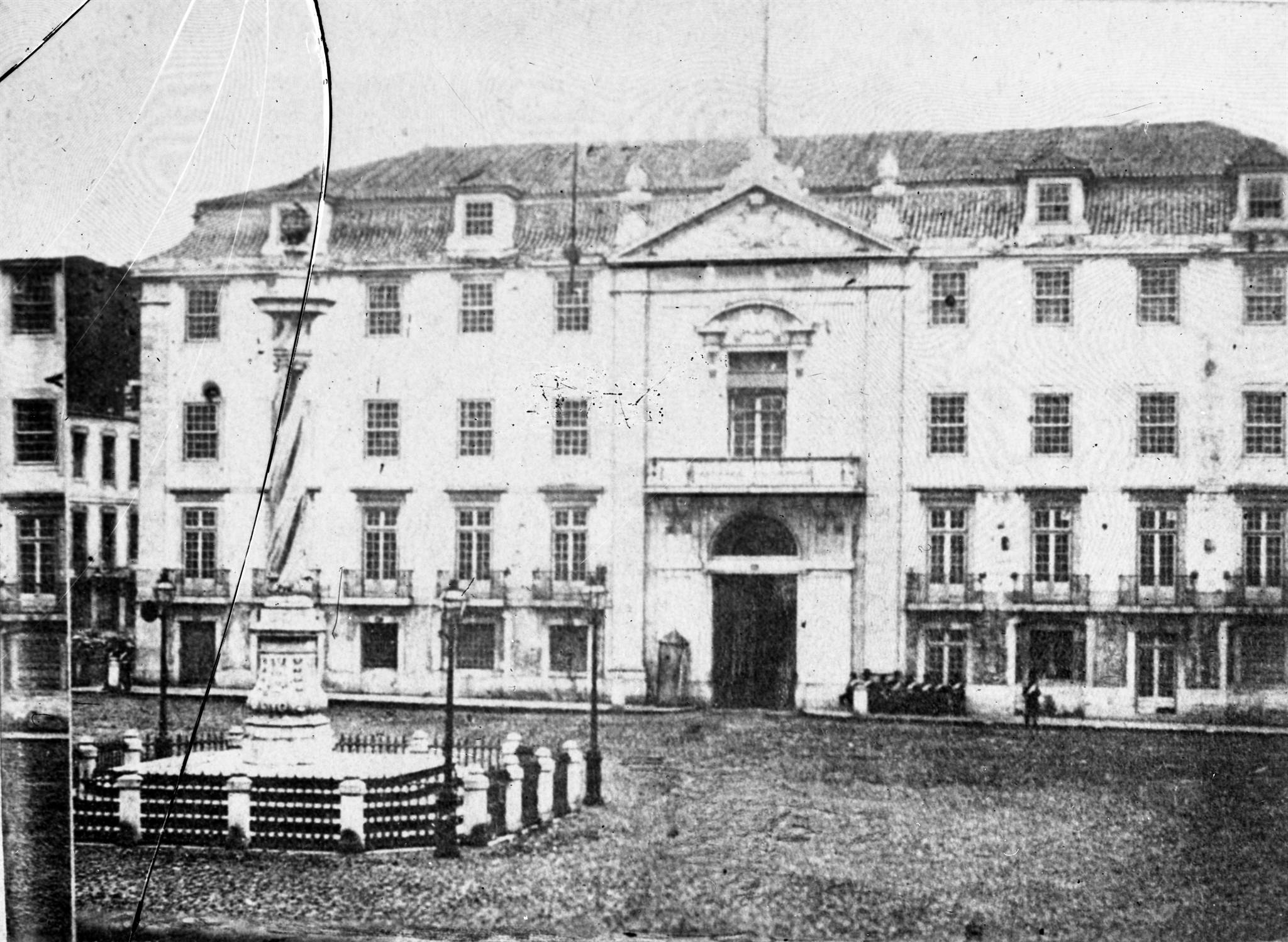
El edificio original del Ayuntamiento, antes del incendio de 1863.
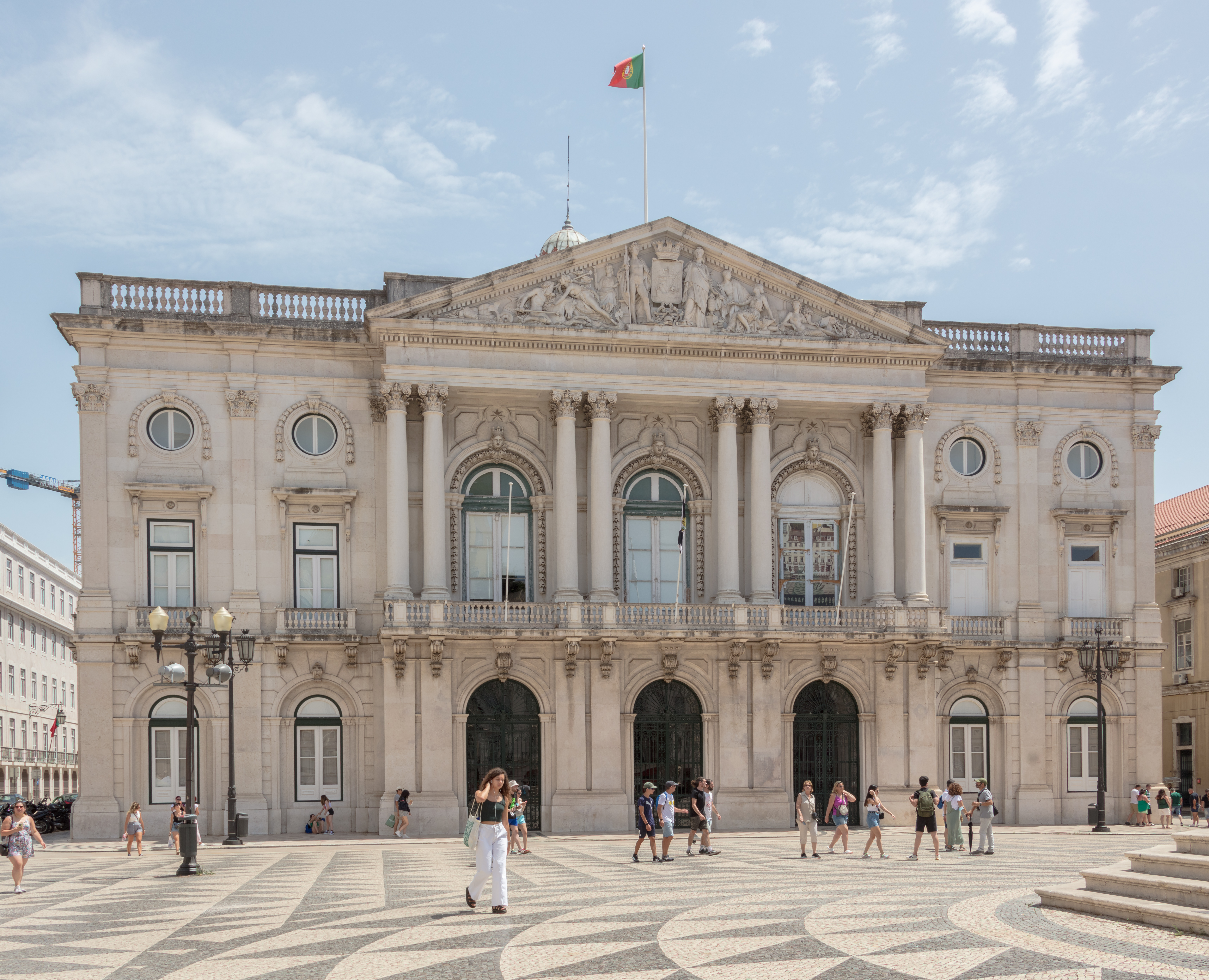
Vista frontal.
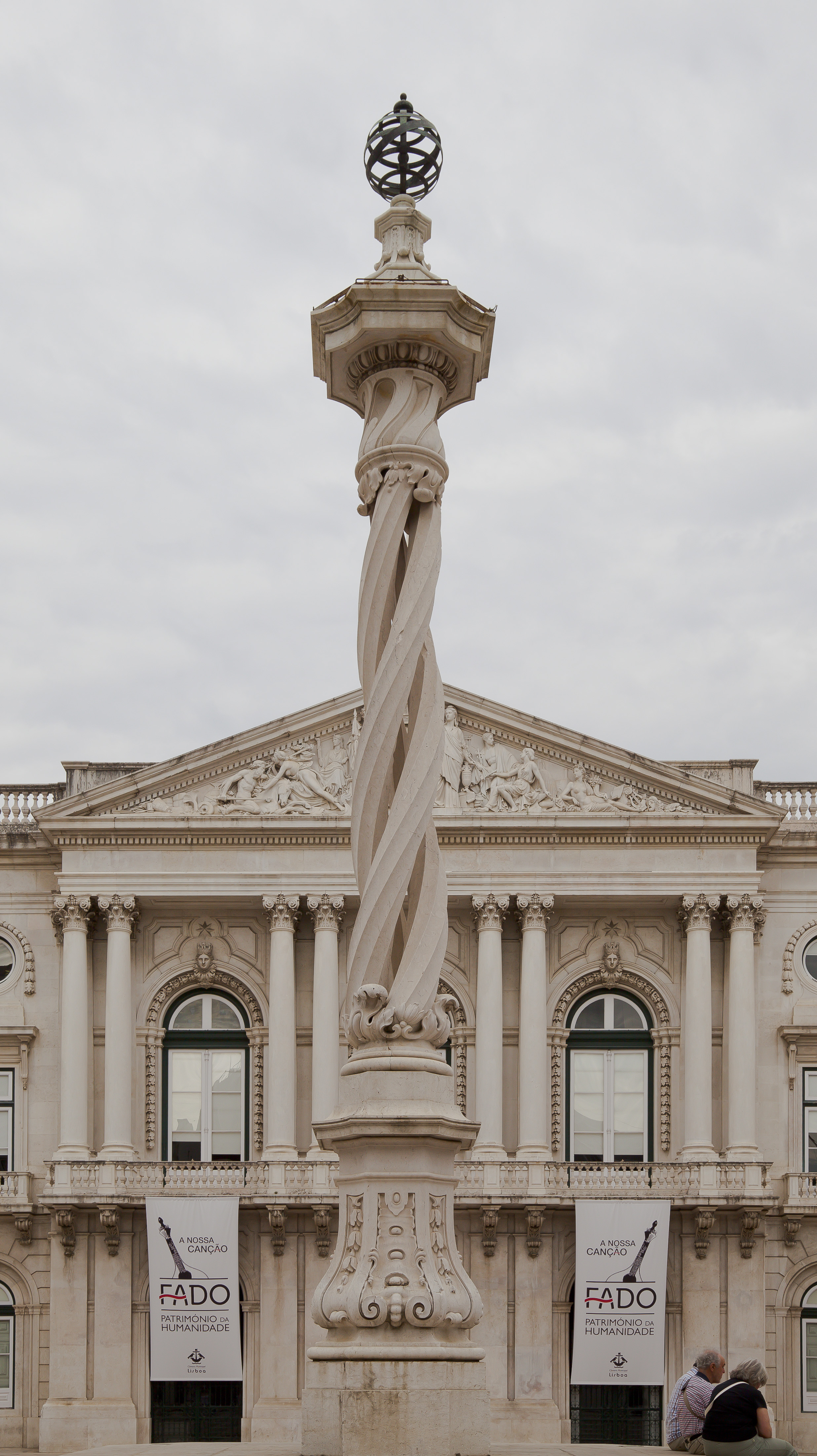
Picota de Lisboa frente al ayuntamiento.